# Вулька-Рудніцька
Вулька-Рудніцька (пол. Wólka Rudnicka) — село в Польщі, у гміні Вільколаз Красницького повіту Люблінського воєводства. Населення — 193 особи (2011).

## Демографія
Демографічна структура станом на 31 березня 2011 року:
|          | Загалом | Допрацездатний вік | Працездатний вік | Постпрацездатний вік |
| -------- | ------- | ------------------ | ---------------- | -------------------- |
| Чоловіки | 104     | 20                 | 72               | 12                   |
| Жінки    | 89      | 14                 | 55               | 20                   |
| Разом    | 193     | 34                 | 127              | 32                   |